# Vexin (moteur-fusée)
Pour les articles homonymes, voir Vexin (homonymie).
Moteur-fusée
Le Vexin (de son nom complet LRBA Vexin) est un moteur-fusée développé par le Laboratoire de recherches balistiques et aérodynamiques (LRBA) pour équiper le second étage du lanceur Europa I, et un peu plus tard le lanceur Diamant A et ses dérivés. C'est un moteur-fusée à ergols liquides utilisant du UDMH et du peroxyde d'azote pour le Vexin A et de l'essence de térébenthine et de l'acide nitrique pour le Vexin B. Une évolution du Vexin est le Valois, le moteur-fusée de la fusée Diamant B. Ce dernier deviendra par la suite le propulseur Viking, propulsant les premières fusées Ariane.

## Histoire
Vers fin de l'année 1963, les pays de l’Union européenne décident de créer un lanceur nommé Europa I, qui permettrait de placer leur satellite en orbite. Pour le second étage, désigné Coralie, la France, et plus précisément Nord-Aviation et le LRBA, a la tâche de concevoir la motorisation de l’étage. Le moteur-fusée Vexin A est alors créé, et une fusée appelée Cora est créée pour faire des tests de l’étage, mais les résultats de tests sont peu satisfaisants. D'autres tests sont prévus mais finalement annulés et remplacés par les vols d'Europa 1, qui sera ensuite abandonnée, en raison de la trop grande complexité du lanceur. Vers les années fin 1960, le moteur Vexin B est conçu pour l’étage Émeraude (premier étage) de la fusée française Diamant A dans le cadre du projet des Pierres précieuses. Les trois premiers vols de test sont des échecs, ce qui jette un doute sur l’utilisation de l’étage du lanceur Diamant, mais les deux autres lancements de test sont une réussite. Finalement, l’étage Émeraude sera utilisé sur le lanceur, permettant de mettre le premier satellite français en orbite, Astérix.

## Caractéristique technique
Le moteur-fusée possède une tuyère orientable, commandé par 2 vérins, et ne possède pas de turbopompes. L’ergol est injecté dans la chambre de combustion par la mise en pression (22 bars) des réservoirs auxquels le moteur est attaché. Le propulseur possède un générateur à combustion solide dont les gaz refroidis par de l’eau assurent la mise en pression des réservoirs.
Deux moteurs-fusées différents ont été produits pour les lanceurs Europa et ceux du programme des Pierres précieuses.
|                                          | Vexin A                                         | Vexin B                               |
| ---------------------------------------- | ----------------------------------------------- | ------------------------------------- |
| Longueur                                 | -                                               | -                                     |
| Largeur                                  | 0,50 mètre                                      | 0,34 mètre                            |
| Masse (sans carburant)                   | 175 kg                                          | 192 kg                                |
| Poussée                                  | 68,60 kN                                        | 75,40 kN                              |
| Impulsion spécifique                     | 277 secondes                                    | 251 secondes                          |
| Impulsion spécifique au niveau de la mer | 240 secondes                                    | 221 secondes                          |
| Durée de combustion                      | 96 secondes                                     | 100 secondes                          |
| Utilisation                              | Second étage (Coralie) de Europa I et Europa II | Premier étage (Emeraude) de Diamant A |
| Statut                                   | Hors production                                 | Hors production                       |

## Galerie

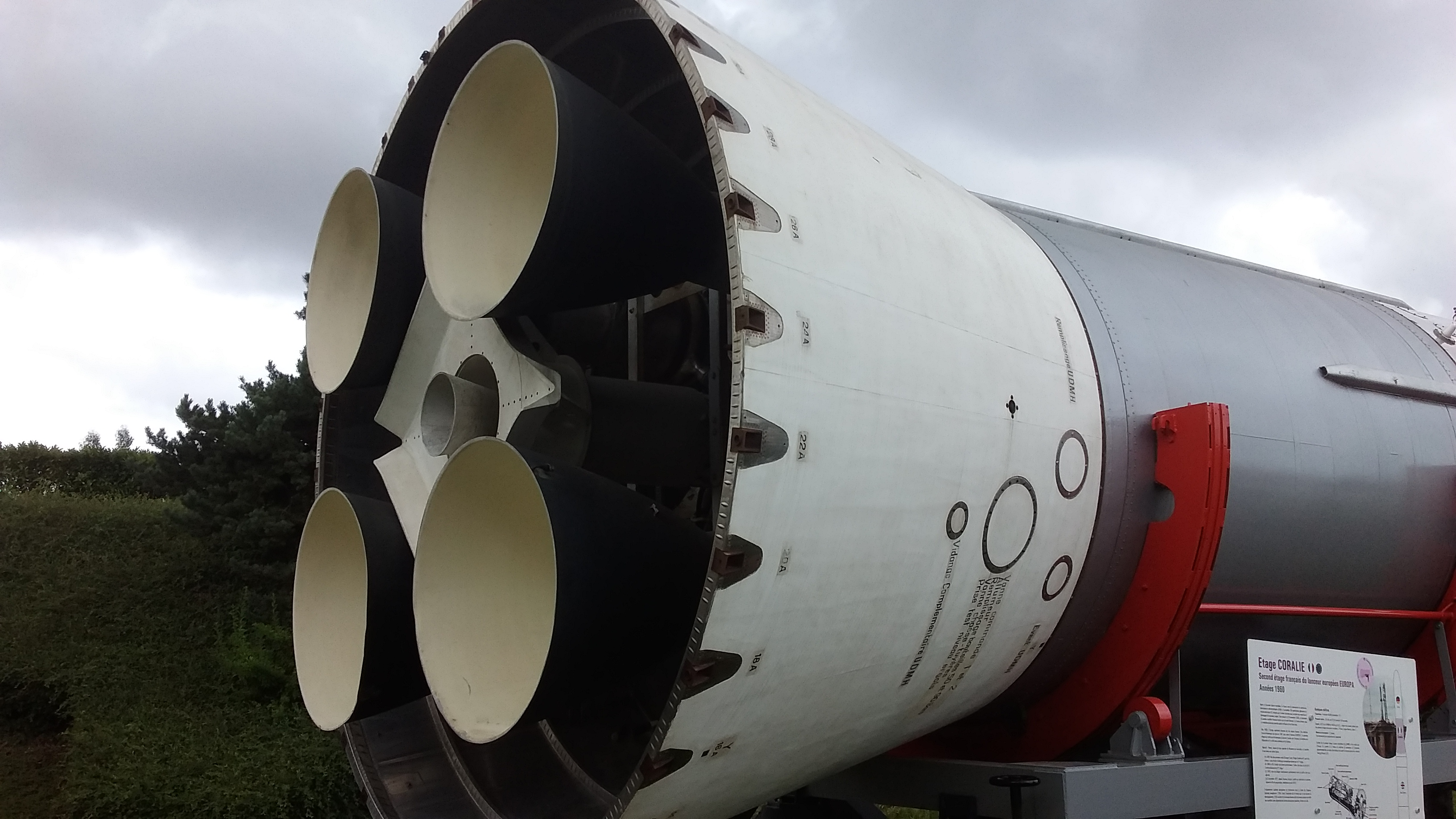
L’étage Coralie avec 4 moteur-fusée Vexin A.
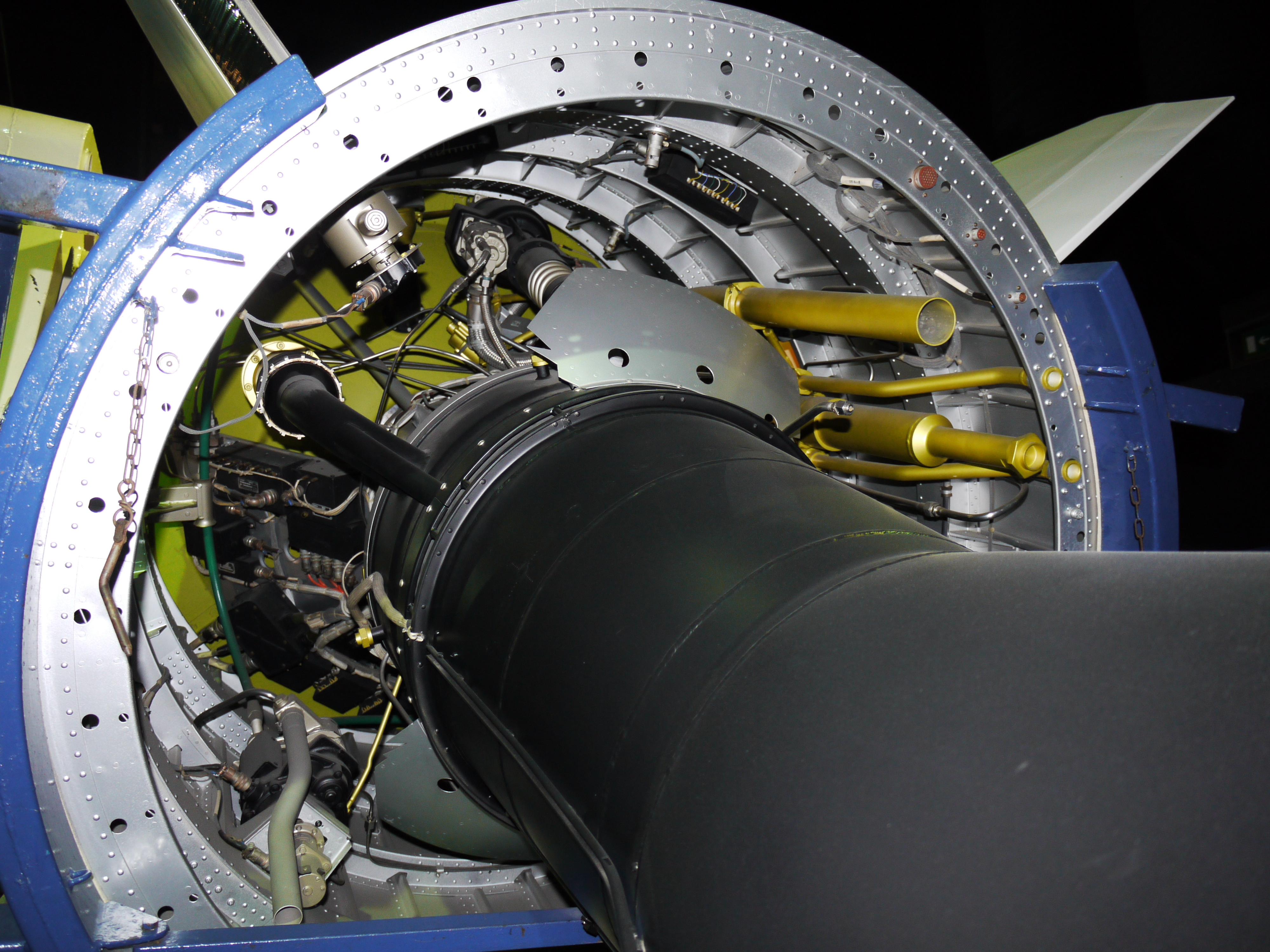
Un moteur-fusée Vexin B sur le premier étage de la fusée Diamant A.
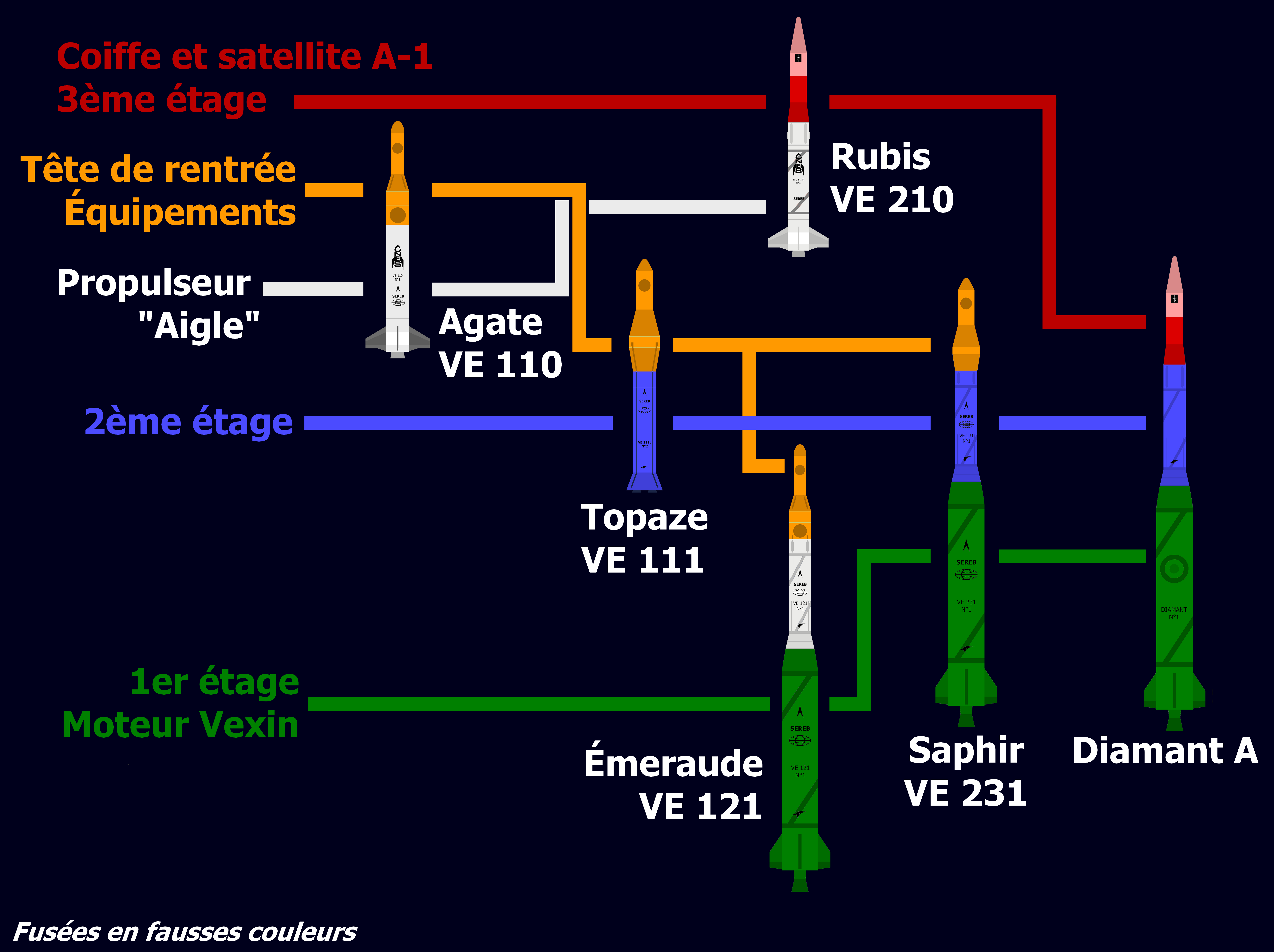
L’évolution des lanceurs du programme pierre précieuse. L’étage Emeraude est en vert, avec le moteur Vexin qui est indiquée.